# حفل توزيع جوائز الغولدن غلوب الواحد والسبعون
'حفل جوائز الغولدن غلوب الواحد والسبعون'

12 يناير، 2014
فيلم - دراما: 

'''12 Years a Slave'''
فيلم - موسيقي أو كوميدي: 

'''American Hustle'''
مسلسل تلفزيوني - دراما: 

'''Breaking Bad'''
مسلسل تلفزيوني - موسيقي أو كوميدي: 

'''Brooklyn Nine-Nin'''
مسلسل تلفزيوني قصير أو فيلم تلفزيوني: 

'''Behind the Candelabra'''
حفل جوائز الغولدن غلوب الواحد والسبعون (بالإنجليزية: 71th Golden Globe Awards) هو لتكريم أفضل الأفلام والبرامج التلفزيونية في 2013. أقيم الحفل في 12 يناير 2014 في فندق بيفرلي هيلتون في بيفرلي هيلز، كاليفورنيا وعرض على الهواء مباشرة على NBC وDubai One وMBC4 في الشرق الأوسط وشمال أفريقيا. الحفل قدمه للمرة الثانية على التوالي الممثلتان تينا فاي وآيمي بوهلر. الترشيحات أعلنت في 12 ديسمبر، 2013 بواسطة زوي سالدانا وعزيز أنصاري وأوليفيا وايلد.

## الترشحيات

### فيلم
| أفضل فيلم | أفضل فيلم |
| دراما | موسيقي او كوميدي |
| --- | --- |
| - 12 Years a Slave - Captain Phillips - Gravity - Philomena - Rush | - American Hustle - Her - Inside Llewyn Davis - Nebraska - The Wolf of Wall Street |
| أفضل أداء في فيلم - دراما | |
| ممثل | ممثلة |
| - ماثيو ماكونهي لدوره في Dallas Buyers Club - شيواتال إيجيوفور لدوره في 12 Years a Slave - إدريس إلبا لدوره في Mandela: Long Walk to Freedom - توم هانكس لدوره في Captain Phillips - روبرت ريدفورد لدوره في All Is Lost | - كيت بلانشيت لدورها في Blue Jasmine - ساندرا بولوك لدورها في Gravity - جودي دينش لدورها في Philomena - إيما تومسون لدورها في Saving Mr. Banks - كيت وينسليت لدورها في Labor Day |
| أفضل أداء في فيلم - موسيقي او كوميدي | |
| ممثل | ممثلة |
| - ليوناردو دي كابريو لدوره في The Wolf of Wall Street - كريستيان بيل لدوره في American Hustle - بروس ديرن لدوره في Nebraska - أوسكار إسحاق لدوره في Inside Llewyn Davis - خواكين فينيكس لدوره في Her                    | - ايمي ادامز لدورها في American Hustle - جولي دلبي لدورها في Before Midnight - جريتا جيروج لدورها في Frances Ha - جوليا لوي دريفوس لدورها في Enough Said - ميريل ستريب لدورها في August: Osage County |
| أفضل أداء دور مساعد في فيلم - دراما او موسيقي او كوميدي | |
| ممثل | ممثلة |
| - جاريد ليتو لدوره في Dallas Buyers Club - باركاد عبدي لدوره في Captain Phillips - دانيال برول لدوره في Rush - برادلي كوبر لدوره في American Hustle - مايكل فاسبندر لدوره في 12 Years a Slave                           | - جنيفر لورانس لدورها في American Hustle - سالي هوكينز لدورها في Blue Jasmine - لوبيتا نيونقو لدورها في 12 Years a Slave - جوليا روبرتس لدورها في August: Osage County - جون سكويب لدورها في Nebraska |
| أفضل مخرج | أفضل سيناريو |
| - ألفونسو كوارون – Gravity - بول غرينغراس - Captain Phillips - ستيف ماكوين - 12 Years a Slave - ألكسندر باين - Nebraska - ديفيد أو. راسيل - American Hustle                                                             | - Her - سبايك جونز - Philomena - ستيف كوجان، جيف بوب - Nebraska - ألكسندر باين - 12 Years a Slave - جون ريدلي - American Hustle - ديفيد أو. راسيل و اريك سينغر |
| أفضل موسيقى تصويرية | أفضل أغنية |
| - All Is Lost - أليكس إيبرت - Mandela: Long Walk to Freedom - أليكس هفس - Gravity - ستيفن برايس - The Book Thief - جون ويليامز - 12 Years a Slave - هانز زيمر                                                           | - "Ordinary Love" (يو تو و دانجر ماوس) – Mandela: Long Walk to Freedom - "Atlas" (كولدبلاي) – The Hunger Games: Catching Fire - "Let It Go" (كريستين اندرسون لوبيز وروبرت لوبيز) – Frozen - "Please Mr. Kennedy" (إد راش، جورج كرومرتي، تي بون بورنيت، جستين تيمبرلك، جويل كوين وإيثان كوين) – Inside Llewyn Davis - "Sweeter Than Fiction" (تايلور سويفت و جاك أنتنوف) – One Chance |
| أفضل فيلم رسوم متحركة | أفضل فيلم أجنبي (غير ناطق بالإنكليزية) |
| - Frozen - The Croods - Despicable Me 2 | - The Great Beauty (إيطاليا) - Blue Is the Warmest Color (فرنسا) - The Hunt (دنمارك) - The Past (إيران) - The Wind Rises (يابان) |

### تلفزيون
| أفضل مسلسل | أفضل مسلسل |
| دراما | موسيقي او كوميدي |
| --- | --- |
| - Breaking Bad - Downton Abbey - The Good Wife - House of Cards - Masters of Sex | - بروكلين ناين-ناين - The Big Bang Theory - Girls - Modern Family - الحدائق والمنتزهات (مسلسل) |
| أفضل أداء في مسلسل تلفزيوني – دراما | |
| ممثل | ممثلة |
| - براين كرانستون لدوره في Breaking Bad - كيفين سبيسي لدوره في House of Cards - ييف شرايبر لدوره في Ray Donovan - جيمس سبيدر لدوره في The Blacklist - مايكل شين لدوره في Masters of Sex                               | - روبين رايت لدورها في House of Cards - جوليانا مارغوليس لدورها في The Good Wife - كيري واشنطن لدورها في Scandal - تاتيانا ماسلني لدورها في Orphan Black - تايلور شيلينغ لدورها في Orange Is the New Black               |
| أفضل أداء في مسلسل تلفزيوني - موسيقي او كوميدي | |
| ممثل | ممثلة |
| - أندي سامبيرج لدوره في Brooklyn Nine-Nine - دون شيدل لدوره في House of Lies - جيسن بيتمان لدوره في Arrested Development - جيم بارسونز لدوره في The Big Bang Theory - مايكل جي فوكس لدوره في The Michael J. Fox Show | - إيمي بويهلر لدورها في Parks and Recreation - لينا دنهام لدورها في Girls - إيدي فالكو لدورها في Nurse Jackie' - جوليا لوي دريفوس لدورها في Veep - تايلور شيلينغ لدورها في Orange Is the New Black                       |
| أفضل أداء في مسلسل قصير أو فيلم تلفزيوني | |
| ممثل | ممثلة |
| - مايكل دوغلاس لدوره في Behind the Candelabra - مات ديمون لدوره في Behind the Candelabra - إدريس إلبا لدوره في Luther - شيواتال إيجيوفور لدوره في Dancing on the Edge - دومينيك واست لدوره في Burton and Taylor      | - إليزابيث موس لدورها في Top of the Lake - جيسيكا لانج لدورها في American Horror Story - هيلين ميرين لدورها في Phil Spector - هيلينا بونهام كارتر لدورها في Burton and Taylor - ريبيكا فيرغسون لدورها في The White Queen |
| أفضل أداء دور مساعد في مسلسل أو مسلسل قصير أو فيلم تلفزيوني | |
| دور ممثل مساعد | دور ممثلة مساعدة |
| - جون فويت لدوره في Ray Donovan - آرون بول لدوره في Breaking Bad - كوري ستول لدوره في House of Cards - روب لوو لدوره في Behind the Candelabra - جوش تشارلز لدوره في The Good Wife                                    | - جاكلين بيسيه لدورها في Dancing on the Edge - صوفيا فيرغارا لدورها في Modern Family - جانيت مكتير لدورها في The White Queen - مونيكا بوتر لدورها في Parenthood - هايدن بانتير لدورها في Nashville                       |
| أفضل مسلسل قصير أو فيلم تلفزيوني | |
| - Behind the Candelabra - American Horror Story (الموسم الثالث: Coven) - Dancing on the Edge - Top of the Lake - The White Queen                                                                                     | |

## روابط خارجية
- الموقع الرسمي
- حفل توزيع جوائز الغولدن غلوب الواحد والسبعون على موقع IMDb (الإنجليزية)
- 71st Golden Globe Awards at هيئة الإذاعة الوطنية